# Matilda Ziegler
Matilda Ziegler, née le 23 juillet 1964 à Ashford, Kent, est une actrice britannique.

## Filmographie
- 1987-1989 : EastEnders : Donna (15 épisodes)
- 1990 - 1995 : Mr Bean - Irma Gobb
- 2003 : Assassinez Hitler : Mrs Clara Marguerite Holmes
- 2002-2003 : Mr Bean, la série animée : Irma Gobb (voix, 5 episodes)
- 2003-2004 : Swiss Toni (en) : Ruth Gordon (15 épisodes)
- 2007-2010 : Doctors : Susan Oakley/Jess Butler (8 épisodes)
- 2008-2011 : Lark Rise to Candlefort : Pearl Pratt (36 épisodes)
- 2013 : Les Enquêtes de Vera : Mary Culvert (1 épisode)
- 2015 : Call the Midwife : Dulcie Roland (1 épisode)
- 2022 : Vivre (Living) d'Oliver Hermanus